# الحمارة (أحد بوحسوسن)
الحمارة هي إحدى مشيخات المملكة المغربية، تتبع جغرافيا لإقليم خنيفرة وإداريًا لأحد بوحسوسن. يقدر عدد سكانها بـ 7204 نسمة حسب الإحصاء الرسمي للسكان والسكنى لسنة 2004.